# Edgar Barroso
Edgar Barroso (* 1977) ist ein mexikanischer Komponist.
Barroso hat digitale Kunst, Komposition und elektroakustische Musik studiert. Er erlangte ein Ph.D. bei Hans Tutschku, Brian Ferneyhough, Helmut Lachenmann, Michael Gandolfi und Chaya Czernowin an der Harvard University, wo er seit 2010 unterrichtet und die Harvard Group for New Music leitet. 2006 erhielt er ein Stipendium des Deutschen Akademischen Austauschdienstes, 2007 ein Stipendium der spanischen Phhonos-Stiftung. Inzwischen hat er den Großen Preis bei der Live Electronics International Composition Competition der Harvard University gewonnen. Er war auch Finalist beim Kompositionswettbewerb des Ensemblia-Festivals 2007 und des Internationalen Jurgenson-Wettbewerbes für junge Komponisten in Russland.
Im Zentrum von Barrosos kompositorischem Schaffen stehen elektroakustische Musik und multimediale Werke. Beim internationalen Black&White Multimedia Festival in Lissabon erhielt er den Best Audio Award. In Zusammenarbeit mit dem Dichter Juan de Dios Vázquez, dem Filmemacher Aryo Danusiri und dem Designer Yen-Ting Cho entstand 2010–11 die multimediale Nahua-Operette Zazanilli. 

## Werke
- "Kuanasi Uato" For Flute, Clarinet, Violin, Cello and Piano
- "Over Proximity" For Flute, Clarinet, Horn, Trombone, One snare drum, two maracas and Piano
- "Ataraxia" for Percussion and Live Electronics
- "Utterance" für Baritone and One Speaker
- "Noemata" für Electric Guitar, Saxophone, Percussion and Piano
- "An Inward Flow" for Soprano, Saxophone and Live Electronics
- Sketches of Briefness für Flöte, Perkussion, Klavier, Violine, Viola, Cello und Kontrabass
- Metric Expansion of Space für verstärktes Akkordeon
- Engrama für Streichquartett
- Binary Opposition für Video und Elektronik
- No-Iss-Pa für Ensemble
- Pylon für Perkussionsquartett
- Metamorphoseon für sechs Sänger
- Lunarda für Cello, Klavier und vier Perkussionisten
- Echoic für Violine, Gamelan und Live-Elektronik
- Speciations, Miniaturen für Orchester
- Ataraxia für einen Perkussionisten
- Catalyst für Viola solo
- Logos für Klarinette, Fagott, Klavier und Live-Elektronik
- Acu - 8.0, elektroakustisches Multichannel-Stück
- Morphometrics, elektroakustische Miniatur
- Kapsis für Flöte solo
- Aion für Flöte, Klarinette, Oboe, Fagott Perkussion, Klavier, Violine, Viola, Cello und Kontrabass
- The Life of a Fly, Musik zum Animationsfilm von Yen-Ting Cho
- Miserere für zwölf gemischte Stimmen a cappella
- La Percusión de tu Frecuencia für Flöte und Live-Elektronik
- Ome - Ic - Aini, drei Improvisationsstücke
- Aini für Ensemble
- Pieza para Tiza, Musik zum Animations-Kurzfilm von Karina Letelier, Marina Lobo, Rocío Naranjo und Triana Raya
- Iod für Tenorsaxophon und Live-Elektronik
- Cyt, Multichannel-Stück
- El Sigilo de tu Elipsis für Cello und Live-Elektronik
- Tau, Multichannel-Stück
- Odd, Multichannel-Stück
- Rd Tu Danza für Sinfonieorchester
- Dux
- Ensueno, Video-Art-Film
- Tu Soplo que transporta für Klarinette und Live-Elektronik